# Ентерпрайз (Західна Вірджинія)
Ентерпрайз (англ. Enterprise) — переписна місцевість (CDP) в США, в окрузі Гаррісон штату Західна Вірджинія. Населення — 805 осіб (2020).

## Географія
Ентерпрайз розташований за координатами 39°25′11″ пн. ш. 80°17′0″ зх. д. / 39.41972° пн. ш. 80.28333° зх. д. (39.419649, -80.283387).  За даними Бюро перепису населення США в 2010 році переписна місцевість мала площу 7,62 км², уся площа — суходіл.

## Демографія
Згідно з переписом 2010 року, у переписній місцевості мешкала 961 особа в 381 домогосподарстві у складі 267 родин. Густота населення становила 126 осіб/км².  Було 402 помешкання (53/км²).
Расовий склад населення:
| - 98,6 % — білих - 0,3 % — чорних або афроамериканців - 0,1 % — корінних американців |

До двох чи більше рас належало 0,9 %. Частка іспаномовних становила 0,5 % від усіх жителів.
За віковим діапазоном населення розподілялося таким чином: 22,9 % — особи молодші 18 років, 60,8 % — особи у віці 18—64 років, 16,3 % — особи у віці 65 років та старші. Медіана віку мешканця становила 41,4 року. На 100 осіб жіночої статі у переписній місцевості припадало 93,0 чоловіків;  на 100 жінок у віці від 18 років та старших — 94,0 чоловіків також старших 18 років.
Середній дохід на одне домашнє господарство  становив 49 278 доларів США (медіана — 49 342), а середній дохід на одну сім'ю — 51 240 доларів (медіана — 55 000). За межею бідності перебувало 11,4 % осіб, у тому числі 6,4 % дітей у віці до 18 років та 17,3 % осіб у віці 65 років та старших.
Цивільне працевлаштоване населення становило 345 осіб. Основні галузі зайнятості: освіта, охорона здоров'я та соціальна допомога — 31,9 %, роздрібна торгівля — 27,8 %, будівництво — 9,3 %, мистецтво, розваги та відпочинок — 6,1 %.